# Catemaco
Catemaco ist eine Stadt mit ca. 30.000 Einwohnern im Südosten des mexikanischen Bundesstaats Veracruz. Sie ist Verwaltungssitz des ca. 50.000 Einwohner zählenden Municipio Catemaco.

## Lage
Die ca. 355 m hoch gelegene Stadt Catemaco liegt zu Füßen der Sierra de los Tuxtlas, einem isolierten Bergstock vulkanischen Ursprungs auf dem Westufer des Catemaco-Sees. Die Stadt Veracruz ist ca. 170 km (Fahrtstrecke) in nordwestlicher Richtung entfernt; nächstgelegene Stadt ist das nur ca. 12 km westlich gelegene San Andrés Tuxtla. Das Klima ist meist schwülwarm und – besonders in den Sommermonaten – äußerst regenreich (ca. 2330 mm/Jahr).

## Bevölkerungsentwicklung
| Jahr      | 1900  | 1950  | 2000   |
| Einwohner | 2.486 | 5.713 | 23.631 |

Das Bevölkerungswachstum der Stadt ist im Wesentlichen auf den Zuzug von Menschen aus dem ländlichen Umland zurückzuführen. Die Bevölkerung von Catemaco ist gemischt; Indios und Mestizen bilden die Mehrheit, spanisch ist die meistgesprochene Sprache.

## Wirtschaft
Während in den Dörfern in der Umgebung der Stadt hauptsächlich Acker- und Weidewirtschaft betrieben wird, haben sich in der Stadt Fischer, Handwerker, Händler, Kleingewerbetreibende und Dienstleistungsunternehmen angesiedelt. Der Tourismus spielt seit den 1980er Jahren eine immer wichtiger werdende Rolle.

## Geschichte
Obwohl Catemaco zu Füßen der Vulkanberge der Sierra de los Tuxtlas und somit im Kernland der olmekischen Kultur liegt, wurden hier keine archäologisch verwertbaren Funde entdeckt. Als die Spanier im 16. Jahrhundert die Gegend in Besitz nahmen, lebten nur wenige Menschen hier. Eine offizielle Stadtgründung erfolgte erst im Jahr 1774.

## Sehenswürdigkeiten
Außer seinen Stränden, einer Uferpromenade und einer gelassenen Atmosphäre bietet der Ort kaum Sehenswertes.
- Die dreischiffige Basílica de la Virgen de Carmen geht auf eine überlieferte Marienerscheinung aus dem Jahr 1664 zurück, als die Jungfrau einem Fischer begegnet sein soll. Die heutige Kirche mit ihrer Zweiturmfassade und ihrer Vierungskuppel entstand erst in den Jahren 1953 bis 1961 anstelle eines kleineren Vorgängerbaus.

Umgebung
- Ausflüge in die Vulkanberge der Sierra de los Tuxtlas werden von lokalen Veranstaltern angeboten.
- Die ca. 50 km westlich gelegene archäologische Stätte von Tres Zapotes kann auf die gleiche Weise erreicht werden.

## Sonstiges
Am Ortsrand von Catemaco befindet sich ein Hüttendorf für brujos (Hexer, Zauberer). Diese Tradition reicht wohl noch in vorspanische Zeiten zurück, doch noch heute kommen Hilfesuchende aus den Dörfern der Umgebung, aber auch aus der Stadt hierher. Alljährlich im März findet der Congreso Nacional de Brujos de Catemaco statt, der von der Katholischen Kirche mit Argwohn beobachtet wird. Viele Pseudoschamanen finden sich jedoch ebenfalls ein und so hat die ganze Veranstaltung einen beinahe touristischen Charakter angenommen.